# Lodewijk Colen de Bouchout
Lodewijk Paul Karel Joseph (van) Colen de Bouchout (Antwerpen, 11 april 1766 - 14 januari 1820) was een Zuid-Nederlands edelman.

## Levensloop
De familie Van Colen behoorde tot de adel sinds de zeventiende eeuw. Jan van Colen werd opgenomen in de erfelijke adel in 1630 en zijn zoon Ferdinand van Colen kreeg hiervan bevestiging in 1675. 
Lodewijk van Colen, of Louis-Paul,  was onder het ancien régime heer van Boechout en werd na 1800 gemeenteraadslid van Boechout.
Hij doorstond de revolutiejaren en werd in 1816 onder het Verenigd Koninkrijk der Nederlanden erkend in de erfelijke adel en benoemd in de Ridderschap van de provincie Antwerpen.
Hij trouwde in 1783 met Therese Maria Josepha (de) Bosschaert, zus van Charles-Jean de Bosschaert (1760-1825). Het echtpaar had een zoon, Charles van Colen, die in 1839 als laatste van zijn familie overleed. Hun dochter, Maria Caroline Therese Josepha Colen de Bouchout (1784-1836) trouwde met Jean-Paul Moretus (1782-1850), die schepen werd van de stad Antwerpen.